# Јакоб де ла Рај
Јакоб де ла Рај (12. октобар 1847 – 16. септембар 1914) је био бурски генерал.

## Биографија
У Бурском рату постигао је 11. јуна 1900. године први успех када је заробио јак британски одред. У западном Трансвалу врло је активно водио мали рат. У бици код Твебоса (7. август 1902), принудио је на капитулацију британске снаге јачине око 600 људи. Изабран је 1907. године за члана Парламента колоније Трансвал. После избијања Првог светског рата, учествовао је у Орању у побуни против учешћа Бура у рату против Немачке. Тада је и убијен, 16. септембра 1914. године.